# Organizzazioni per lo studio degli UFO
Questa è una lista di Organizzazioni per lo studio degli UFO presenti nel mondo.

## Asia

### Indonesia
- BETA-UFO Indonesia (BETA-UFO Indonesia)
- UFONESIA Indonesia (UFONESIA Indonesia)
- Ufosiana (Ufosiana)

### Israele
- The Israeli Extraterrestrial & UFO Research Association

### Russia
- Kosmopoisk

### Turchia
- Sirius Research Center of UFO Spatial Sciences
- Museo UFO

## Europa

### Belgio
- Belgian UFO-Network (BUFON)-ufo.be
- Comité belge d'étude des phénomenès spatiaux (COBEPS)

### Bulgaria
- BUFONET

### Danimarca
- Scandinavisk UFO Information

### Francia
- National Center for Space Studies (NCFS)
- UFO Study & Information Group (UFOSIG)

### Italia

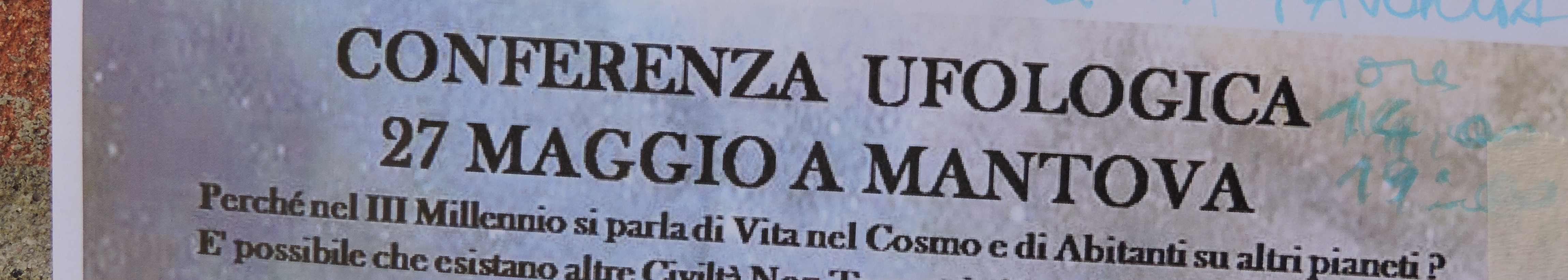
Conferenza ufologica a Mantova (maggio 2018)

- Centro ufologico nazionale
- Centro italiano studi ufologici
- Ansu
- Usac

### Norvegia
- UFO-Norge

### Polonia
- Programme for UFO Study

### Romania
- ASFAN.RO Asociaţia pentru Studiul Fenomenelor Aerospaţiale Neidentificate
- RUFOn - Romanian UFOnetwork
- RUFOR - Romania UFO Researchers

### Svezia
- AFU

### Regno Unito
- British UFO Research Association (BUFORA)
- UFO Research Midlands (UFORM)

## Nord America

### Stati Uniti

#### Attive
- Aerial Phenomena Enquiry Network (APEN)
- Center for the Study of Extraterrestrial Intelligence (CSETI)
- Center for UFO Studies (CUFOS)
- Disclosure Project
- Enlightened Contact with Extraterrestrial Intelligence (ECETI)
- Exopolitics Institute (ExoInst)
- Fund for UFO Research (FUFOR)
- Institute for Cooperation in Space (ICIS)
- Mutual UFO Network (MUFON)
- National UFO Reporting Center (NUFORC)
- Project 1947
- International UFO Congress
- UFOHQ.ORG Archiviato il 14 gennaio 2020 in Internet Archive. (UFOHQ)
- UFO search squad (UFOSS)
- UFO Research of North America  (UFORNA)

#### Inattive
- Aerial Phenomena Research Organization (APRO)
- Citizens Against UFO Secrecy (CAUS)
- Civilian Research, Interplanetary Flying Objects (CRIFO)
- Civilian Saucer Intelligence (CSI)
- Coalition for Freedom of Information
- MidOhio Research Associates (MORA)
- National Institute for Discovery Science (NIDSci)
- National Investigations Committee On Aerial Phenomena (NICAP)
- UFO Investigators League (UFOIL)

## Sud America

### Argentina
- Vision Ovni, su visionovni.com.ar.